# 雷内勒
雷内勒（法語：Reynel，法語發音：[ʁɛnɛl]）是法国上马恩省的一个市镇，属于肖蒙区。

## 地理
雷内勒（48°17'42"N, 5°20'18"E）面积18.61 平方千米，位于法国大東部大區上马恩省，该省份为法国东北部内陆省份，北起马恩省和默兹省，西接奥布省，西南接科多尔省，东南接上索恩省，东临孚日省。
与雷内勒接壤的市镇（或旧市镇、城区）包括：罗什-贝坦库尔、比松、安贝尔维尔、勒尔维尔、马努瓦、罗尼翁河畔蒙托、奥尔克沃、里莫库尔、维涅拉科特。

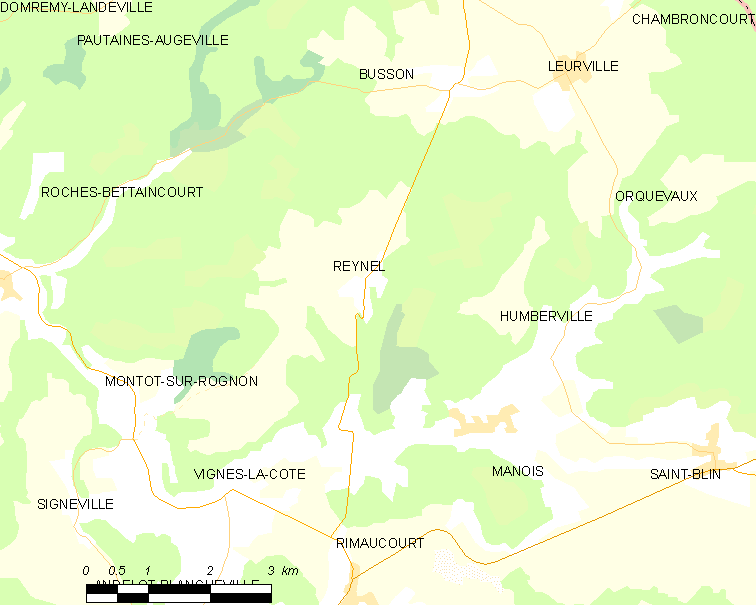
雷内勒的OSM定位图

雷内勒的时区为UTC+01:00、UTC+02:00（夏令时）。

## 行政
雷内勒的邮政编码为52700，INSEE市镇编码为52420。

## 政治
雷内勒所属的省级选区为博洛涅县。

## 人口

1962-2008年间雷内勒人口变化图示

雷内勒于2022年1月1日时的人口数量为129人。